# フランス国立公共土木大学院

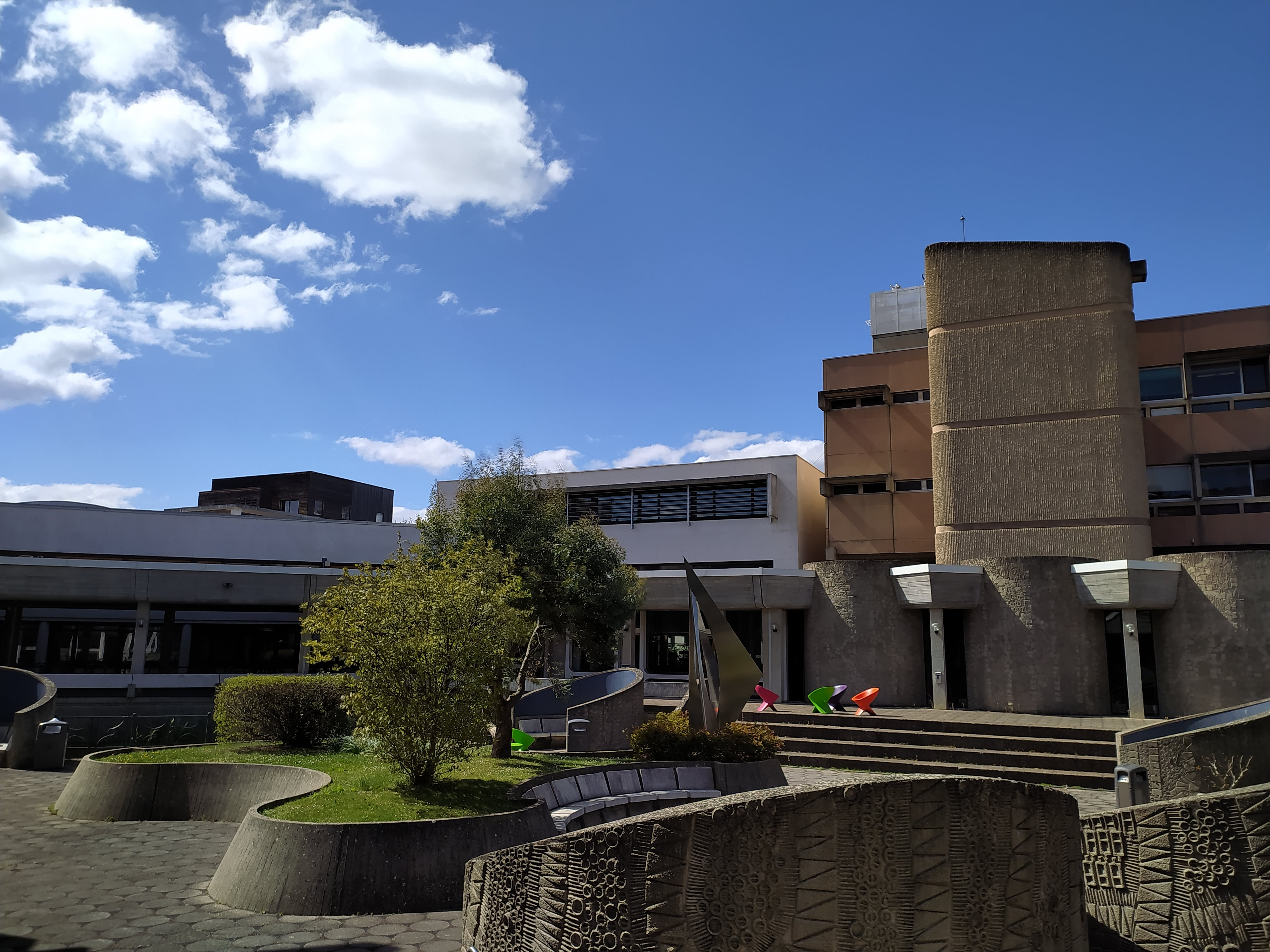
キャンパス

フランス国立公共土木大学院（フランスくりつこうきょうどぼくだいがくいん、仏: École nationale des travaux publics de l'État、英: National School of Public Works of the State、略称: ENTPE）は、フランス第2の都市であるリヨンに所在する国立の大学院大学である。別名フランス国立公共事業大学校。フランスの高等教育機関の理工系グランゼコールである。フランス南東部のリヨン近郊のヴォー・アン・ヴラン（Vaulx-en-Velin）にキャンパスを有し、リヨン国立高等建築学校（École nationale supérieure d'architecture de Lyon、略称: ENSAL）と同敷地にある。

## 歴史
1954年にフランス公共事業交通省（Ministry of Public Works and Transport）によって、パリにENTPEは設立され、1976年に現在のリヨンに移転した。当初のENTPEの主な使命は、フランス公務員の高等技術管理者の育成、すなわち国家公共事業技術部隊「Ingéniers des Travaux Publics de l'Etat (ITPE)」の養成であった。

## 専攻
- Civil Engineering and Building
- Civil & Environmental Engineering
- Urban Planning and Policies
- Traffic and Transport Engineering
- Transport, Urban Planning and Economics
- Pollutants and Ecosystems

キャンパス内の学生数は約1,500人であり、主に土木工学・都市工学・交通工学・環境工学に関する6つの専攻を開設し、修士・博士課程を提供している。

## 日本の学生交流協定校
- 大阪工業大学